# Welthandelsrunde
Welthandelsrunden sind ein politisches Element zur Liberalisierung des internationalen Handels. Sie werden seit 1947 im Rahmen des Allgemeinen Zoll- und Handelsabkommens (GATT) und der Welthandelsorganisation (WTO) eingesetzt.
Zwar hat im Lauf der Handelsrunden die Verhandlungsdauer zu- und der Verhandlungsfortschritt abgenommen, allerdings wurden bisher mit jeder neuen Handelsrunde Fortschritte zur Liberalisierung des internationalen Handels erzielt. Somit haben sich die Welthandelsrunden zwar als langsame, jedoch zielorientierte Vereinbarungen zur Reduzierung der verschiedenen Formen von Handelshemmnissen erwiesen.

## Entwicklung und Trends
Die ersten vier Welthandelsrunden führten zu erheblichen Zollsenkungen, im Durchschnitt jeweils um 35 %. Seit der sechsten Handelsrunde wurden immer mehr Themen in die Gespräche mit aufgenommen, beispielsweise Anti-dumping und der Schutz des geistigen Eigentums. Standen zunächst noch Zollsenkungen im Vordergrund, wurden im Rahmen der Tokio-Runde diverse Zusatzabkommen im Bereich der nichttarifären Handelshemmnisse mit aufgenommen.
Die Verhandlungsführung bei den bisher neun Runden zeichnet sich insgesamt insbesondere durch zwei Trends aus:
- Die Bedeutung der Warenzölle in den Verhandlungen hat kontinuierlich abgenommen. Zurückzuführen ist dies einerseits auf das inzwischen niedrige Niveau der Zölle und andererseits auf eine zunehmende Bedeutung anderer Handelshemmnisse. So brachte die zunehmende Bedeutung des Dienstleistungssektors eine Schwerpunktlegung auf diesen Bereich mit sich. Außerdem erkannten die Unterzeichnerstaaten ihren aufgrund des GATT abnehmenden politischen Spielraum bei den Zöllen und versuchten ihren Machtverlust dort insbesondere durch nicht-tarifäre Handelshemmnisse zu kompensieren.
- Ein weiterer Trend war der Übergang von der bilateralen Verhandlungsführung hin zu multilateralen Vereinbarungen. Die ersten Verhandlungsrunden verliefen rein bilateral. Mit der zunehmenden Komplizität der Vereinbarungen und mit der zunehmenden Mitgliederzahl erwies sich eine bilaterale Verhandlungsführung als immer schwieriger. Mit der Kennedy-Runde ging man zu pauschalen, linearen Zollsenkungen über. Die Gründung der WTO setzte endgültig den Schwerpunkt auf multilaterale Verhandlungen. Dennoch bleiben bilaterale Gespräche (insbesondere zwischen den großen Handelsblöcken USA und EU) ein wichtiges Verhandlungselement.

## Überblick
| Nr. | Runde                      | Dauer     | Teilnehmer | Zusätzliches Handelsvolumen | wichtigste Ergebnisse |
| --- | -------------------------- | --------- | ---------- | --------------------------- | --- |
| 1.  | Abschluss des GATT in Genf | 1947      | 23         | 10 Mrd. USD                 | - durchschnittliche Zollsenkungen von 35 Prozent |
| 2.  | Annecy-Runde               | 1949      | 13         | nicht verfügbar             | - durchschnittliche Zollsenkungen von zwei Prozent |
| 3.  | Torquay-Runde              | 1950–1951 | 38         | nicht verfügbar             | - durchschnittliche Zollsenkungen von drei Prozent |
| 4.  | Genf-Runde                 | 1955–1956 | 26         | 2,5 Mrd. USD                | - durchschnittliche Zollsenkungen von zwei bis drei Prozent |
| 5.  | Dillon-Runde               | 1960–1961 | 26         | 4,9 Mrd. USD                | - durchschnittliche Zollsenkungen von sieben Prozent - die europäischen Länder sind in den Verhandlungen erstmals durch einen gemeinsamen Vertreter repräsentiert                                                  |
| 6.  | Kennedy-Runde              | 1964–1967 | 62         | 40 Mrd. USD                 | - lineare Zollsenkungen (mit Ausnahmen), bei Industriegütern durchschnittlich ca. ein Drittel - Multilateralisierung der Verhandlungen - Anti-Dumping-Maßnahmen - Versuch der Begünstigung von Entwicklungsländern |
| 7.  | Tokio-Runde                | 1973–1979 | 99         | 155 Mrd. USD                | - Zollsenkungen auf Industriegüter um durchschnittlich 34 Prozent - Zollsenkungen auf landwirtschaftliche Güter um 32–40 Prozent - Kodizes zum Abbau nicht-tarifärer Handelshemmnisse                              |
| 8.  | Uruguay-Runde              | 1986–1994 | 125        | 755 Mrd. USD                | - Gründung der WTO (Konferenz von Marrakesh) - Übereinkunft zum TRIPS - Übereinkunft zum GATS - Öffnung der Agrarmärkte (kaum umgesetzt)                                                                           |
| 9.  | Doha-Runde                 | 2001–2016 | 160        |                             | - 2013 wurde das Bali-Paket beschlossen, enthält Abkommen über Handelserleichterungen - mittlerweile gilt die Runde als gescheitert                                                                                |